# Yutan, Nebraska
Yutan är en ort i Saunders County i Nebraska. Vid 2010 års folkräkning hade Yutan 1 174 invånare.